# Stenothyra glabra
Stenothyra glabra е вид охлюв от семейство Stenothyridae. Видът не е застрашен от изчезване.

## Разпространение
Разпространен е във Виетнам, Китай (Анхуей, Джъдзян, Дзянси, Дзянсу, Съчуан, Хубей, Хунан, Хъбей и Шанхай), Провинции в КНР, Северна Корея, Тайван, Хонконг, Южна Корея и Япония.